# Spitalöd (Weiden in der Oberpfalz)
Die Einzelsiedlung Spitalöd ist ein Ortsteil der Stadt Weiden.

## Geografie
Der Wohnplatz liegt heute ca. 700 Meter südlich von Frauenricht an der Straße Zur Spitalöd. Etwa zwei Kilometer nordöstlich liegt das Stadtzentrum von Weiden.

## Geschichte

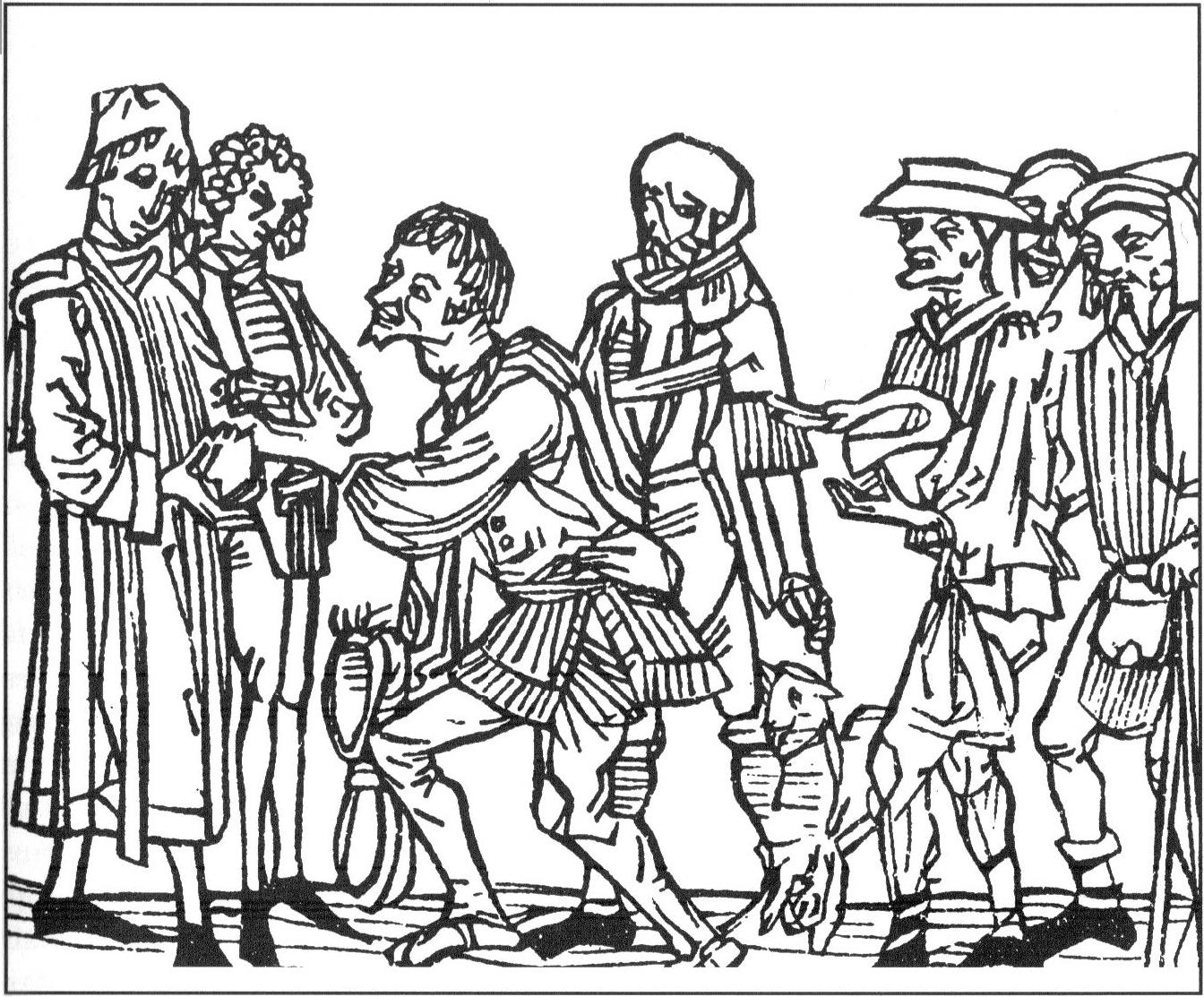
Bauern geben einem geistlichen Herren den Zehnt ab

Die Flur wurde im Jahr 1452 dem Spital in Weiden gestiftet und erbrachte Zehnteinnahmen.
Die Ansiedlung gehörte 1818 mit den Dörfern Frauenricht, Latsch und Halmesricht zur Gemeinde Frauenricht. Von dort bezog das Spital im Jahre 1876 Einnahmen (Lehen) von einem Bauernhof. Die Einzelsiedlung Spitalöd gehörte zu jener Zeit zur Pfarrei und Schule von Neunkirchen sowie zur Post in Weiden.
Im Jahr 1972 wurde Spitalöd eingemeindet und abgerissen. Seitdem war Spitalöd unbewohnt.

### Spitalöd heute
In der Nähe des abgerissenen Bauernhofes wurde etwa 300 Meter unterhalb eine kleine Ansiedlung errichtet.
Diese besteht aus folgenden Teilen:
- Verein für Deutsche Schäferhunde, Ortsgruppe Weiden. Vorsitzender: Josef Skopek, Zur Spitalöd 5, 92637 Weiden - Frauenricht
- Übungsgelände von THW und Feuerwehr. Trainingsareal auf 1,82 Hektar.[4]

### Einwohnerentwicklung Spitalöd von 1838 bis 1961
| Jahr | Einwohner | Wohngebäude | Rinder | Information |
| ---- | --------- | ----------- | ------ | ----------- |
| 1838 | 5         | 1           |        |             |
| 1876 | 4         | 5           | 7      | Bauernhof   |
| 1888 | 8         | 1           |        |             |
| 1928 | 4         | 1           |        |             |
| 1950 | 4         | 1           |        |             |
| 1961 | 2         | 1           |        |             |